# Rosario-Santa Fe de 1944
La 19ª edición de la Rosario-Santa Fe tuvo lugar el 28 de mayo de 1944 y fue organizada por el Ciclista Moto Club Santafesino, la prueba contaba con un recorrido que largó desde Plaza Alberdi en Rosario, pasando por San Lorenzo, Timbues, Barranqueras, Arocena, Gálvez, San Carlos Sud, Centro, Norte, Santo Tomé y llegada en Santa Fe, sobre la calle Junín frente a la Escuela Industrial totalizando una distancia de 210 kilómetros, contando con un tramo de tierra entre Gálvez y San Carlos Norte.
Esta edición de la Rosario - Santa Fe contó con un total de 45 ciclistas inscritos.
La carrera se corrió a  un ritmo lento con relación a ediciones anteriores y se llegó a una definición con un grupo relativamente grande de corredores que definieron en un embalaje masivo en el cual se impuso el porteño Alberto Castellani por escaso margen sobre Antonio Pérez y Roberto Guerrero.

## Lista de inscritos
El listado de competidores que se inscribieron para la carrera.